# Pondok Baru (Selagan Raya)
Pondok Baru is een bestuurslaag in het regentschap Muko-Muko van de provincie Bengkulu, Indonesië. Pondok Baru telt 586 inwoners (volkstelling 2010).